# Liwna
Liwna (dawna nazwa niem. Liebe) – rzeka, prawobrzeżny dopływ Gubra o długości 36,24 km.
Źródła rzeki znajdują się na zachód od jeziora Silec. Przepływa przez dwa mezoregiony: Krainę Wielkich Jezior Mazurskich i Nizinę Sępopolską. W podziale administracyjnym – przepływa przez teren powiatu kętrzyńskiego oraz gminy Srokowo i Barciany. Wzdłuż rzeki położone są miejscowości: Ogródki, Barciany, Modgarby, Silginy, Krelikiejmy. Największym dopływem jest Sołka, wpadająca do Liwny we wsi Silginy. Przepływy charakterystyczne powyżej ujścia do Gubra z okresu 1951-1985: SSQ – 1,45 m³/s, SNQ – 0,24, NNQ – 0,20.

## Klasyfikacja czystości wód rzeki w roku 1999
W roku 1999 Liwna prowadziła wody III klasy czystości w Ogródkach i Krelikejmach oraz pozaklasowe w Barcianach (zdecydowały o tym azotyny, fosforany i fosfor ogólny). W porównaniu z badaniami prowadzonymi w roku hydrologicznym 1994/95 nastąpiły zmiany w klasyfikacji ogólne w Ogródkach i Krelikiejmach z NON (wody pozaklasowe) na III klasę czystości. W Barcianach wody w latach 1994/95 też były pozaklasowe. Rzeka badana była przez WIOŚ w Olsztynie w trzech przekrojach pomiarowo kontrolnych: w miejscowości Ogródki powyżej ujścia do Gubra, w Barcianach i w Krelikiejmach.
W roku 1999 Zakład Gospodarki Komunalnej i Mieszkaniowej w Barcianach – poprzez rów melioracyjny – odprowadzał do Liwny około 45 m³/d ścieków oczyszczonych w oczyszczalni mechaniczno-biologicznej. Substancje organiczne kwalifikowały wody Liwny do II klasy czystości. Stężenie azotu amonowego odpowiadało I klasie czystości, a azotu ogólnego II klasie. Azotany wskazywały na I lub na II klasę czystości. Stężenie charakterystyczne azotynów kształtowało się od wartości dopuszczalnych dla II klasy czystości w Ogródkach, III klasy w Krelikiejmach do wartości pozaklasowych w Barcianach. Stężenie azotynów w Barcianach dwukrotnie przekroczyło normy dla III klasy. W górnym odcinku rzeki Liwny stężenia fosforanów i fosforu ogólnego wskazywały na II i III klasę czystości. W Barcianach stężenie związków fosforu przekraczało dopuszczalne normy, natomiast w dolnym biegu mieściły się w II klasie czystości. Wskaźnik saprobowości sestonu wskazywał na II klasę czystości i jedynie w pierwszym przekroju (Ogródki) wskazywał na III klasę czystości. Miano coli typu kałowego na całej długości rzeki spełniało wymogi III klasy czystości.